# آبي دالكيمبر
آبيجيل لين دالكيمبر (بالإنجليزية: Abby Dahlkemper) (ولد في 13 مايو 1993) لاعبة كرة قدم أمريكية، تلعب في مركز قلب الدفاع في فريق نورث كارولاينا كوريج في الدوري الوطني لكرة القدم للسيدات. حصلت في عام 2017 على جائزة الرابطة الوطنية للسيدات لكرة القدم لأفضل مدافعة للعام في الدوري الوطني لكرة القدم للسيدات ، في مجال عروض الأزياء للملابس السباحة ظهرت في 15 مارس 2019 آبي دالكيمبر في مجلة ملابس السباحة الرياضية المصوّرة لعام 2019 في سانت لوسيا.
توجت آبي دالكيمبر ببطولة كأس العالم للسيدات 2019 في فرنسا للمرة الأولى لها مع منتخب الولايات المتحدة لكرة القدم للسيدات.

## نشأتها
ولدت في لانكستر ، بنسلفانيا لأندرو وسوزان دالكيمبر، نشأت آبي في مينلو بارك ، كاليفورنيا حيث أرتادت مدرسة القلب المقدس التحضيرية خاصة ولعبت في فريق كرة قدم.

## مسيرتها الرياضية الجامعية
في عام 2013 ، ساعدت برونز على الفوز ببطولة بطولة الرابطة الوطنية لرياضة الجامعات الدرجة الأول لكرة القدم للسيدات الوطنية لأول مرة. في عام 2014 ، حصلت دالكيمبر على جائزة هوندا الرياضية.

## حياتها
في 2019، ظهرت جنبا إلى جنب مع أعضاء الفريق منتخب الولايات المتحدة لكرة القدم للسيدات كريستال دان، ميغان رابينو وأليكس مورغان، طرح دالكيمبر مجلة عدد الرياضة المصورة لملابس السباحة في سانت لوسيا.

## روابط خارجية
- آبي دالكيمبر على موقع الاتحاد الدولي (مؤرشف)  (الإنجليزية)
- آبي دالكيمبر على موقع قاعدة بيانات كرة القدم.إي يو (الإنجليزية)
- آبي دالكيمبر على موقع Soccerway.com (الإنجليزية)
- آبي دالكيمبر على موقع عالم كرة القدم.نت (الإنجليزية)
- آبي دالكيمبر على موقع اللجنة الأولمبية الدولية (الإنجليزية)
- آبي دالكيمبر على موقع أوليمبيديا (الإنجليزية)
- آبي دالكيمبر على موقع اللجنة الأولمبية والبارالمبية الأمريكية (الإنجليزية)